# Vepris lanceolata
Vepris lanceolata är en vinruteväxtart som först beskrevs av Jean-Baptiste de Lamarck, och fick sitt nu gällande namn av George Don jr. Vepris lanceolata ingår i släktet Vepris och familjen vinruteväxter. Inga underarter finns listade i Catalogue of Life.